# Onchidiopsis nadinae
Onchidiopsis nadinae is een slakkensoort uit de familie van de Velutinidae. De wetenschappelijke naam van de soort is voor het eerst geldig gepubliceerd in 1937 door Derjugin.